# ملعب كالدونيال
ملعب كالدونيان، ويعرف حاليا باسم ملعب تولوش كالدونيان لأسباب الرعاية، هو ملعب لكرة القدم يقع في منطقة نجمان من إينفيرنيس، إسكتلندا. الملعب يستضيف مباريات الإياب لفريق الدوري الممتاز الإسكتلندي ثيستل.

## التاريخ
تم تشكيل فريق ثيستل في عام 1994 من قبل دمج ناديين دوري الدرجة، وكاليدونيا إينفيرنيس الشوك. وبين عامي 1994 و1996، لعب النادي الجديد مبارياته الدولية في تيلفورد شارع بارك، التي كانت أرض الوطن من كالدونيان. ومع ذلك، واحدة من التعهدات التي قطعت للحصول على مدخل إلى الإسكتلندي لكرة القدم (SFL) هو أنها ستنقل إلى الأرض التي بنيت حديثا في أغسطس عام 1995. اعتبرت أربعة مواقع حتى في عام 1995 في وقت مبكر، عندما أعطى مجلس المرتفعات الموافقة على موقع يسمى الشرق نجمان، بالقرب من الطريق A9 وجسر Kessock.[2] وكان هذا الموقع للتغلب على المخاوف من ميناء الثقة المحلية ان الاضواء الكاشفة الملعب سوف تتداخل مع حركة المرور في موراي فيرث والحاجة ل طريق الوصول إلى تخفيف حركة المرور من A9. [2] وافق مجلس القضاء إينفيرنيس خطط وأذن £ 900,000 من الأموال العامة لتغطية الفجوة التمويلية.

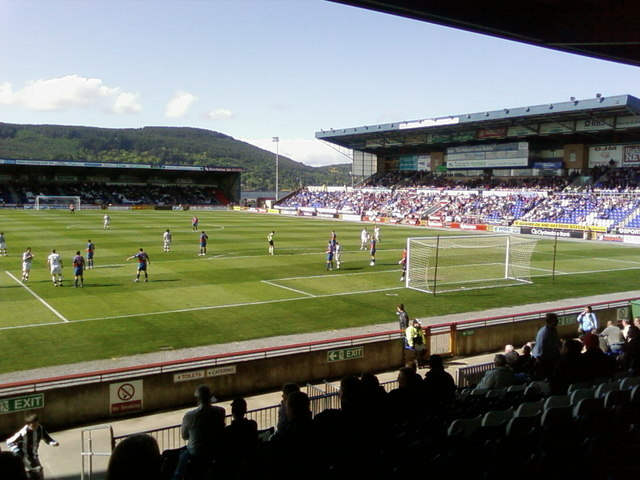
Inverness playing نادي سانت ميرين in May 2008 at the Caledonian Stadium.